# Eleutherodactylus bakeri
Espèce
Statut de conservation UICN

 CR A3c : 
En danger critique
Eleutherodactylus bakeri est une espèce d'amphibiens de la famille des Eleutherodactylidae.

## Répartition
Cette espèce est endémique d'Haïti. Elle se rencontre de 890 à 2 324 m d'altitude dans le Massif de la Hotte.

## Description
Les femelles mesurent jusqu'à 35 mm.

## Étymologie
Cette espèce est nommée en l'honneur de Horace Burrington Baker (1889–1971).

## Publication originale
- Cochran, 1935 : New reptiles and amphibians collected in Haiti by P. J. Darlington. Proceedings of the Boston Society of Natural History, vol. 40, p. 367-376.